# Comuna Călugăreni, Giurgiu
Călugăreni (în trecut, Uzunu) este o comună în județul Giurgiu, Muntenia, România, formată din satele Brăniștari, Călugăreni (reședința), Crucea de Piatră, Hulubești și Uzunu.

## Așezare
Comuna se află în centrul județului, în zona vărsării râului Câlniștea în Neajlov. Este străbătută de șoseaua națională DN5, care leagă Giurgiu de București. La Călugăreni, acest drum se intersectează cu șoseaua județeană DJ411, care duce spre vest la Singureni, Iepurești (unde se intersectează cu DN6), Bulbucata și Clejani (unde se termină în DN61), și spre est la Comana (unde începe un traseu comun cu DN5A până la Hotarele) și mai departe în județul Călărași la Radovanu și Chirnogi (unde se termină în DN41). Tot DN5 se intersectează la Uzunu cu șoseaua județeană DJ603, care duce spre vest la Stoenești, Schitu și Ghimpați (unde se termină în DN6), și spre est la Mihai Bravu și Comana.

## Demografie
Componența etnică a comunei Călugăreni
     Români (86,62%)
     Alte etnii (0,27%)
     Necunoscută (13,11%)
Componența confesională a comunei Călugăreni
     Ortodocși (86,2%)
     Alte religii (0,36%)
     Necunoscută (13,43%)
Conform recensământului efectuat în 2021, populația comunei Călugăreni se ridică la 5.523 de locuitori, în scădere față de recensământul anterior din 2011, când fuseseră înregistrați 6.148 de locuitori. Majoritatea locuitorilor sunt români (86,62%), iar pentru 13,11% nu se cunoaște apartenența etnică. Din punct de vedere confesional, majoritatea locuitorilor sunt ortodocși (86,2%), iar pentru 13,43% nu se cunoaște apartenența confesională.

## Politică și administrație
Comuna Călugăreni este administrată de un primar și un consiliu local compus din 15 consilieri. Primarul, Dumitru Iordache[*], de la Partidul Național Liberal, este în funcție din octombrie 2020. Începând cu alegerile locale din 2024, consiliul local are următoarea componență pe partide politice:
|  | Partid                    | Consilieri | Componența Consiliului | Componența Consiliului | Componența Consiliului | Componența Consiliului | Componența Consiliului | Componența Consiliului | Componența Consiliului | Componența Consiliului | Componența Consiliului | Componența Consiliului |
|  | ------------------------- | ---------- | ---------------------- | ---------------------- | ---------------------- | ---------------------- | ---------------------- | ---------------------- | ---------------------- | ---------------------- | ---------------------- | ---------------------- |
|  | Partidul Național Liberal | 10         |                        |                        |                        |                        |                        |                        |                        |                        |                        |                        |
|  | Partidul Social Democrat  | 4          |                        |                        |                        |                        |                        |                        |                        |                        |                        |                        |
|  | Forța Dreptei             | 1          |                        |                        |                        |                        |                        |                        |                        |                        |                        |                        |

## Istorie
La sfârșitul secolului al XIX-lea, comuna purta denumirea de Uzunu, făcea parte din plasa Câlniștea a județului Vlașca și era formată din satele Călugăreni-Vartiade, Uzunu, Buturugari, Călugăreni-Moșteni și Călugărenii Mănăstirii (Crucea de Piatră), având trei biserici, două școli și trei mori de apă (una pe Neajlov și două pe Câlniștea). La acea vreme, pe teritoriul actual al comunei mai funcționau în aceeași plasă și comunele Brăniștari și Strâmba Mare. Comuna Brăniștari era formată din satele Brăniștarii de Jos, Brăniștarii de Sus, Brăniștari-Moșteni și Năneasca, având în total 865 de locuitori, două biserici, o moară și o școală cu 37 de elevi (dintre care 11 fete). Comuna Strâmba Mare era compusă din satele Strâmba de Jos, Strâmba de Sus și Crângurile, având în total 1515 locuitori; existau aici trei biserici, o școală și trei mori pe Neajlov.
Anuarul Socec din 1925 consemnează redenumire comunei Uzunu în Călugăreni, ea făcând parte din plasa Călugăreni din același județ; comuna avea 2265 de locuitori în satele Călugăreni, Crucea de Piatră și Uzunu. În plasa Călugăreni se aflau și comunele Brăniștari (cu 3828 de locuitori în satele Brăniștari și Moșteni-Dobrotești) și Strâmba (cu 4000 de locuitori în satele Crânguri, Strâmba de Jos și Strâmba de Sus). În 1931, satele Strâmba de Jos și Strâmba de Sus au fost unite formând satul Strâmba.
În 1950, comunele au fost transferate raionului Vidra și apoi (după 1952) raionului Giurgiu din regiunea București. Comuna și satul Strâmba au primit în 1964 denumirea de Hulubeștii. În 1968, comunele au trecut la județul Ilfov, comunele Brăniștari și Hulubești fiind desființate, satele lor trecând la comuna Călugăreni; tot atunci, satul Moșteni-Dobrotești a fost desființat și comasat cu satul Brăniștari. În 1981, o reorganizare administrativă regională a dus la transferarea comunei la județul Giurgiu.

## Monumente istorice
În comuna Călugăreni se află trei monumente istorice de interes național: monumentul de for public „basoreliefurile din bronz de pe podul peste Neajlov” (mijlocul secolului al XX-lea), și monumentele memoriale sau funerare: „crucea lui Mihai Viteazul” (1912–1913) aflat la circa 1 km est de DN5 în zona satului Crucea de Piatră; și ansamblul comemorativ Șerban Cantacuzino, aflat tot la Crucea de Piatră, pe DN5, vis-a-vis de biserică, și alcătuit din capelă (1845) și crucea lui Șerban Cantacuzino (1682).
În rest, alte cincisprezece obiective din comună sunt incluse în lista monumentelor istorice din județul Giurgiu ca monumente de interes local. Patru dintre ele sunt situri arheologice: tellul de „la Popină” (sud-est de satul Brăniștari); cel din vatra satului Uzunu (ambele aparținând culturii Boian din neolitic); situl de la „Gropile lui Sulă” (1 km est de Brăniștari), cuprinzând tot o așezare neolitică a aceleiași culturi, precum și una medievală; și situl de „la Beci”, aflat pe terasa Neajlovului, la nord-est de Hulubești, și conținând urme de așezări din Epoca Bronzului (cultura Tei), perioada Latène (cultura geto-dacică) și din Evul Mediu Timpuriu.
Alte opt sunt monumente de arhitectură: biserica „Sfântul Gheorghe” (sfârșitul secolului al XIX-lea) din sud-estul satului Brăniștari; biserica „Adormirea Maicii Domnului” (1865); conacul Varthiadi (secolul al XIX-lea); școala veche (secolul al XIX-lea), astăzi muzeu; moara Varthiadi (începutul secolului al XX-lea); biserica de lemn din cimitir (secolul al XIX-lea; ultimele cinci din satul Călugăreni); ruinele unui beci din secolele al XVIII-lea–al XIX-lea aflate la nord-est de Hulubești; și biserica „Sfinții Voievozi” (1840–1842) aflată în partea de vest a aceluiași sat. Obeliscul comemorativ al lui Mihai Viteazul (1901) aflat pe DN1 la Crucea de Piatră este clasificat ca monument de for public, iar ultimele două sunt clasificate ca monumente memoriale sau funerare: un cimitir cu cruci de piatră aflat în curtea bisericii de lemn din Călugăreni (secolele al XVIII-lea–al XIX-lea) și Crucea Grânarilor (1878), aflată lângă biserica din Crucea de Piatră.

## Personalități locale
- Nicolae Cartojan (1883–1944), academician, autor, biograf, cercetător literar, istoric literar, pedagog, publicist.